# Miren Ibarguren
Miren Ibarguren Agudo (San Sebastián, Guipúzcoa, 23 de mayo de 1980) es una actriz española que se hizo nacionalmente conocida por su interpretación de Sonia Valcárcel en la serie Escenas de matrimonio que emitió la cadena Telecinco. Aun así, esta no fue su primera vez en la televisión, ya que anteriormente interpretó el papel de Idoia en la serie vasca Goenkale en ETB1. Desde 2008 y hasta 2014 trabajó en la serie de humor, también en Telecinco, Aída, dando vida a Soraya García García. En septiembre de 2007 la actriz fue la búsqueda más realizada en Google en España.

## Carrera profesional

### Televisión
Empezó en la serie Goenkale de Euskal Telebista como la criada de María Luisa Galardi, que la hizo famosa en el País Vasco. Luego dio vida a Paula en la serie de Antena 3 A tortas con la vida, producción en la que participó en 23 episodios. Apareció también en dos capítulos de la exitosa serie Aquí no hay quien viva, de la misma cadena privada. Pero su popularidad le llegó con la interpretación del papel de Sonia en Escenas de matrimonio, producción de Telecinco, y que es una prolongación de lo que fue la miniserie Matrimoniadas, que emitía TVE dentro del programa Noche de fiesta, producido por José Luis Moreno. Miren Ibarguren se incorporó a la serie como personaje principal en Aída unos capítulos antes de la marcha de la actriz Carmen Machi (haciendo el papel de su hija perdida, Soraya).
En julio de 2014, ficha por la nueva serie de Telecinco y de los creadores de Aída, llamada Anclados, en la que dio vida a Margarita "Marga" Santaella, la directora del crucero en el que está inspirada la serie.
En octubre de 2015, se anunció su incorporación al reparto principal de la novena temporada de la serie La que se avecina de Telecinco, en el que da vida a Yolanda Morcillo, una atractiva costurera que tiene su propio taller de costura (retoucherie). Hasta la fecha sigue formando parte de la serie.

### Cine
Su salto a la gran pantalla lo dio en 2007, interpretando a Joaquina en la película de Emilio Martínez Lázaro Las trece rosas, basada en la historia real de las 13 mujeres que fueron ejecutadas poco después de finalizar la guerra civil española. En 2011 presenta ¿Estás ahí?, una comedia basada en la obra teatral de Javier Daulte dirigida por Roberto Santiago y protagonizada por Gorka Otxoa.
En 2017 protagoniza, junto a Julián López, Javier Cámara y Gorka Otxoa, la comedia Fe de etarras de la plataforma Netflix.
En 2019 protagonizó la película de Carlos Therón Lo dejo cuando quiera, junto a David Verdaguer, Ernesto Sevilla, Carlos Santos y Cristina Castaño. Un año después, repite con el mismo director en la película Operación Camarón, aunque la película fue finalmente estrenada en junio de 2021 por la pandemia del COVID-19. En diciembre de 2021 protagonizó la comedia de Dani de la Orden Mamá o papá, junto a Paco León. Además, se anunció el rodaje de la película El juego de las llaves, en el que participa como una de las protagonistas.

## Vida personal
Entre 2008 y 2011 mantuvo una relación con el actor Aitor Luna.
Desde 2013 mantiene una relación con Alberto Caballero, director y guionista de La que se avecina. En febrero de 2022 anunció mediante sus redes sociales que estaban esperando su primer hijo. Su hijo, Rocco, nació el 17 de julio de 2022. Se casaron en 2023.

## Filmografía
| Año  | Título                   | Papel                | Director                 | Notas                   |
| ---- | ------------------------ | -------------------- | ------------------------ | ----------------------- |
| 2007 | Las 13 rosas             | Joaquina             | Emilio Martínez-Lázaro   |                         |
| 2009 | Burbuja                  | Marga                | Pedro Casablanc          | Cortometraje            |
| 2010 | Una hora más en Canarias | Elena                | David Serrano de la Peña |                         |
| 2010 | Salva el Mundo           | Amiga de ella 2      | Borja Echevarría         | Cortometraje            |
| 2011 | ¿Estás ahí?              | Ana                  | Roberto Santiago         |                         |
| 2015 | El secreto de Amila      | Mai                  | Gorka Vázquez            | Voz                     |
| 2016 | Kalebegiak               | Izaskun              | Borja Cobeaga            | Segmento de la película |
| 2017 | Fe de etarras            | Ainara               | Borja Cobeaga            | Película para Netflix   |
| 2018 | Robarte una noche        | Ana                  | Fernando Vera            | Cortometraje            |
| 2019 | Lo dejo cuando quiera    | Anabel               | Carlos Therón            |                         |
| 2021 | Operación Camarón        | Pepa                 | Carlos Therón            |                         |
| 2021 | Mamá o papá              | Flora                | Dani de la Orden         |                         |
| 2022 | El juego de las llaves   | Raquel               | Vicente Villanueva       |                         |
| 2022 | El test                  | Paula                | Dani de la Orden         |                         |
| 2023 | Fenómenas                | Portera              | Carlos Therón            |                         |
| 2023 | La novia de América      | Ana                  | Alfonso Albacete         |                         |
| 2023 | Matusalén                | Amaia                | David Galán Galindo      |                         |
| 2026 | Aída y vuelta            | Soraya García García | Paco León                |                         |

### Televisión
| Año           | Título                 | Cadena    | Papel                              | Notas         |
| ------------- | ---------------------- | --------- | ---------------------------------- | ------------- |
| 2004-2005     | Goenkale               | ETB1      | Idoia                              | 168 episodios |
| 2004-2006     | Aquí no hay quien viva | Antena 3  | Chica friki con novio / Abogada    | 3 episodios   |
| 2005-2006     | A tortas con la vida   | Antena 3  | Paula                              | 23 episodios  |
| 2007-2008     | Escenas de matrimonio  | Telecinco | Sonia Valcárcel                    | 270 episodios |
| 2008-2014     | Aída                   | Telecinco | Soraya García García               | 150 episodios |
| 2015          | Anclados               | Telecinco | Margarita "Marga" Santaella        | 8 episodios   |
| 2016-presente | La que se avecina      | Telecinco | Yolanda "Yoli" Morcillo Carrascosa | ¿? episodios  |
| 2018          | Arde Madrid            | Movistar+ | Lucero                             | 3 episodios   |
| 2021-2023     | Supernormal            | Movistar+ | Patricia Picón                     | 12 episodios  |
| 2022-2024     | Todos mienten          | Movistar+ | Maite                              | 11 episodios  |
| 2025          | Los sin nombre         | Movistar+ | Claudia Durán                      | 6 episodios   |
| 2025          | El refugio atómico     | Netflix   | Minerva                            | 8 episodios   |

| Año             | Título                | Cadena    | Papel    | Notas        |
| --------------- | --------------------- | --------- | -------- | ------------ |
| 2007; 2010      | Caiga quien caiga     | Cuatro    | Invitada | 2 programas  |
| 2008-2019       | Pasapalabra           | Telecinco | Invitada | 27 programas |
| 2011-2015       | El club de la comedia | La Sexta  | Invitada | 3 programas  |
| 2015-2023; 2025 | El hormiguero         | Antena 3  | Invitada | 6 programas  |
| 2017            | Mi casa es la tuya    | Telecinco | Invitada | 1 programa   |
| 2017            | Dani&Flo              | Cuatro    | Invitada | 1 programa   |
| 2018-2019       | Capítulo 0            | Movistar+ | Actriz   | 2 programas  |
| 2018            | La Sexta noche        | La Sexta  | Invitada | 1 programa   |
| 2019            | Got Talent España     | Telecinco | Invitada | 1 programa   |
| 2019            | Gran Hermano Dúo      | Telecinco | Invitada | 1 programa   |
| 2019            | Ilustres ignorantes   | Movistar+ | Invitada | 1 programa   |
| 2021; 2023      | La resistencia        | Movistar+ | Invitada | 2 programas  |
| 2021            | La noche D            | La 1      | Invitada | 1 programa   |
| 2023            | Martínez y Hermanos   | Movistar+ | Invitada | 1 programa   |
| 2025            | La revuelta           | La 1      | Invitada | 1 programa   |

## Premios y nominaciones
- 2009
  - Nominada al Premio Ercilla a la Mejor interpretación femenina por Mi primera vez.
- 2010
  - Nominada al Premio Luna de Islantilla en el Festival Internacional de Cine Bajo la Luna Islantilla Cinefórum a la Mejor actriz por Burbuja.[10]
- 2012 y 2013
  - Nominada al Premio Iris a la Mejor actriz por Aída.
- 2018
  - Premio de la Unión de Actores y Actrices a la Mejor actriz de reparto de televisión por Arde Madrid.